# Achenseeschifffahrt

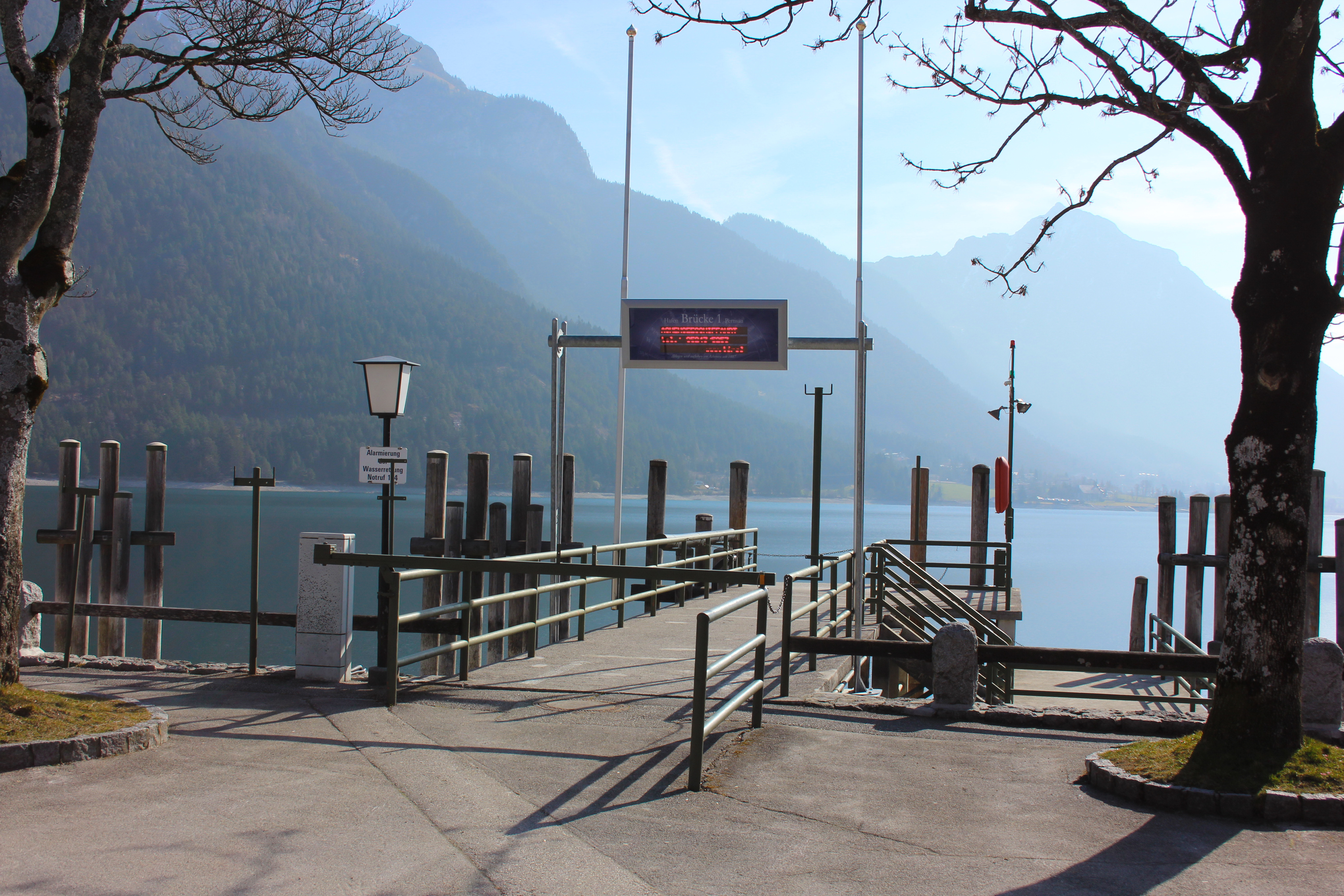
Anlegestelle Pertisau, Brücke 1

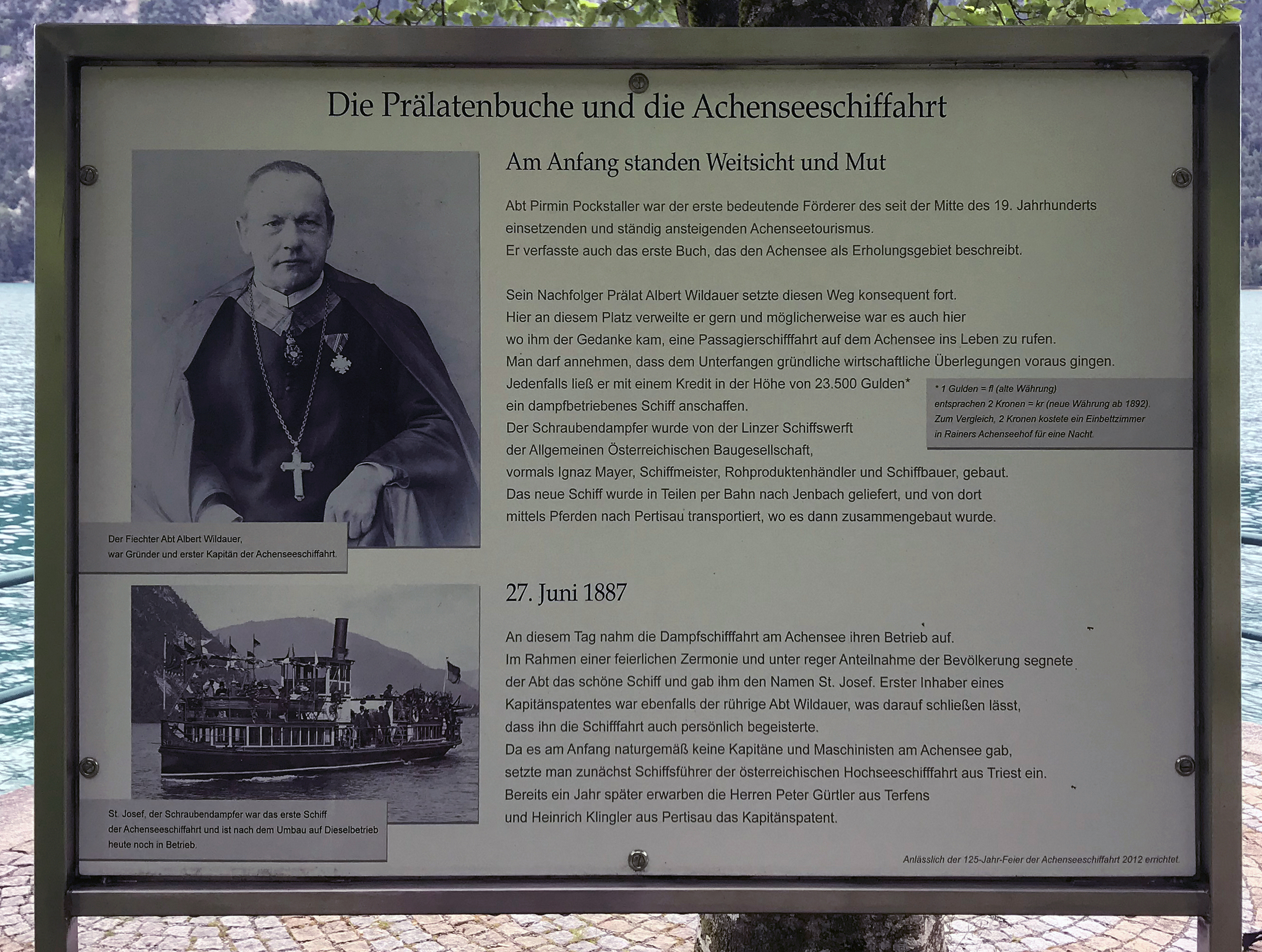
Gedenktafel am Achensee

Unter Achenseeschifffahrt versteht man die Schifffahrt auf dem Achensee. Passagierschiffe im Linienverkehr fahren seit 1887 auf diesem See. Im Jahr 2018 (Stand: Januar 2018) besteht die Flotte aus fünf Schiffen, die 40 bis 600 Personen befördern können, sowie zwei Arbeits- bzw. Rettungsschiffen.

## Geschichte

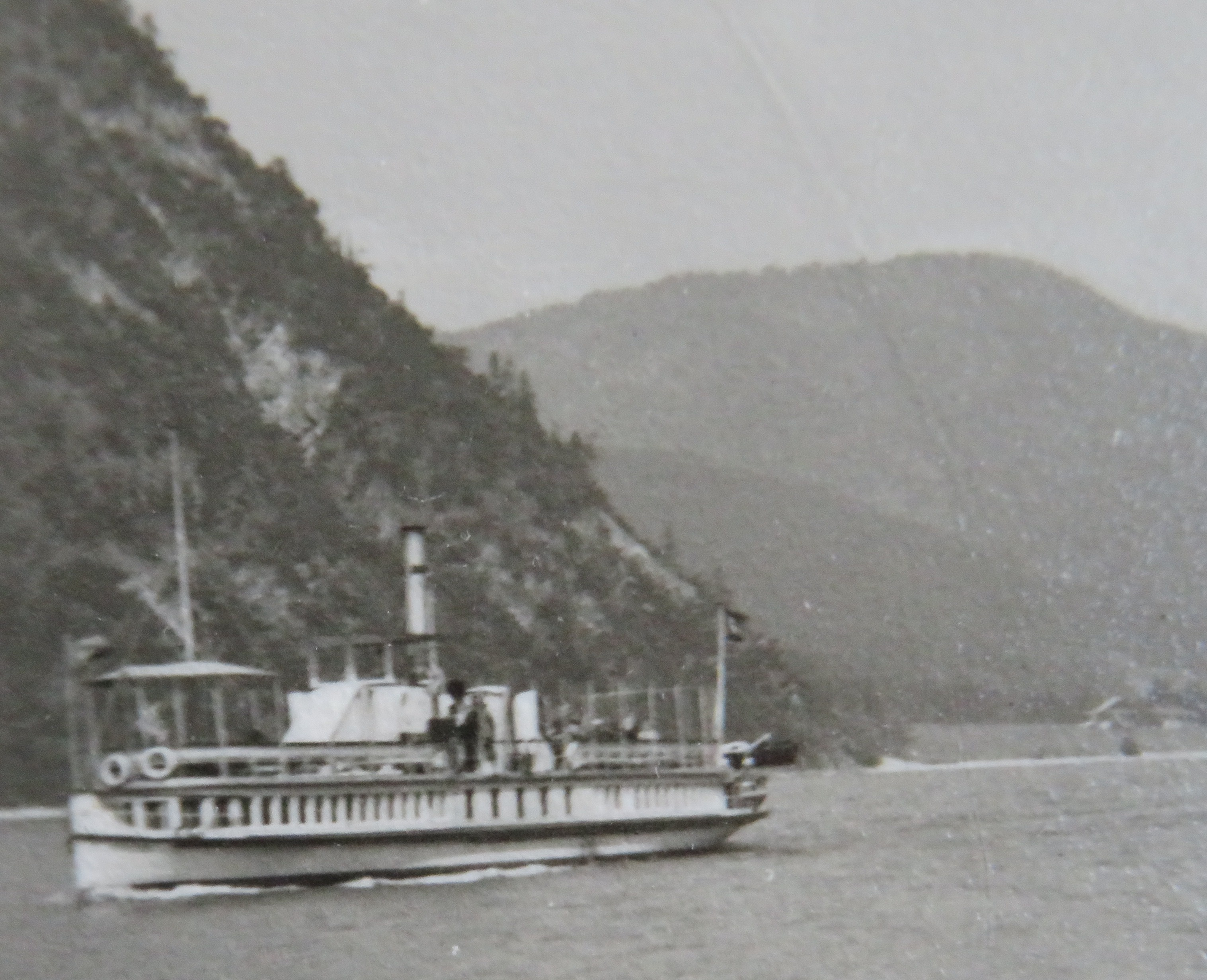
St. Benedikt auf dem Achensee im Jahr 1939

Im 12. Jahrhundert ging der Achensee durch Schenkung aus dem Besitz der Herren von Schlitters im Zillertal in den des Benediktinerstifts St. Georgenberg bei Schwaz über, das später zur Abtei St. Georgenberg-Fiecht wurde. Zu dieser Zeit wurde der See wohl nur von Fischern mit Ruderbooten genutzt. Nachdem zu Beginn des 14. Jahrhunderts erste Straßen angelegt worden waren, entwickelte sich auch der Güterverkehr in der Gegend des Achensees: Wein aus Südtirol und Salz aus Hall in Tirol wurde nach Bayern transportiert; Bayern wiederum belieferte Tirol mit Getreide. Diese Güter wurden auf Flößen und Plätten über den See transportiert.
Ab dem 15. Jahrhundert nutzten die Tiroler Landesherren das Achental zur Jagd und Fischerei. Erzherzog Ferdinand ließ, um die Jagdgründe besser erreichen zu können, im Jahr 1567 zwei größere Schiffe bauen. Diesen folgte noch im selben Jahr das Prunkschiff Galea im Stil der venezianischen Schiffe. Es folgten sieben weitere Schiffe, darunter ein Keller- und ein Küchenschiff sowie ein Jägerschiff, außerdem Rennschiffe. All diese Fahrzeuge waren mit Galionsfiguren, Wappen und Fahren geschmückt. Segel, Vorhänge sowie die Uniformen der Ruderknechte und übrigen Bediensteten, von denen zuletzt bis zu 80 im Dienst waren, waren grün.
Nachdem diese Flotte verrottet war, wurden 1658 zwei neue große Schiffe und ein weiteres kleines nach italienischer Art neu angeschafft. Die Zeit dieser prunkvollen Fahrzeuge endete, als das Stift am 10. November 1667 die Pacht kündigte. Seit dieser Zeit befuhren wieder hauptsächlich Flöße, Plätten und kleine Ruderboote den See, die außer Waren z. B. auch Wallfahrer beförderten. Die Kapazität der Personenschiffe dürfte in dieser Zeit 20 Menschen pro Fahrzeug nicht überschritten haben; die drei italienischen Schiffe wurden abgebrochen.
Der See befand sich im 19. Jahrhundert immer noch im Besitz des Stiftes Fiecht. Dessen Abt Albert Wildauer kann als Pionier der kommerziellen Achenseeschifffahrt gelten. Als erstes Schiff wurde der Schraubendampfer St. Joseph bzw. St. Josef angeschafft. Nördlich von Buchau wurde – das genaue Baudatum ist bislang nicht ermittelt – eine Schiffshütte zum Unterstellen der Personenschiffe errichtet. In Pertisau wurden die Schiffe alle sechs bis sieben Jahre mit Seilwinden aus dem Wasser geholt und inspiziert. Von 1919 bis 1924 war die Stadt Innsbruck Eignerin und Betreiberin der Flotte, danach übertrug sie ihre Rechte für 60 Jahre an die Tiroler Wasserkraft.
Die Errichtung des Kraftwerkstollens beim Seespitz führte zu einer Umstrukturierung. Weil durch die Wasserentnahme der Spiegel des Sees in den Wintermonaten bis zu sieben Meter weit absank, konnte die Schiffshütte in Buchau nicht mehr genutzt werden und wurde abgerissen.
Bis Ende 1935 wurden die Personenschiffe gelegentlich auch noch zum Schleppen von Plätten und Flößen verwendet, danach nur noch als Fahrgastschiffe, ehe sie in der Nachkriegszeit auch wieder zu Schleppdiensten herangezogen wurden. 1969 wurde bei der Werkstätte eine elektrische Slipanlage, die das Querstapeln erlaubte, eingerichtet. Seitdem wurden die Schiffe im Winter quer zum See nebeneinander aufgestellt.
Der Schiffsverkehr bedient (Stand: Januar 2018) die Landestellen Seespitz, Pertisau und Scholastika. Im Sommer werden zusätzlich die Landestellen Buchau, Gaisalm und Seehof bedient. In der Vorsaison fahren drei Kurspaare zwischen Seespitz und Scholastika und ein Kurspaar zwischen Pertisau und Scholastika. In der Hauptsaison gibt es acht Kurspaare zwischen Seespitz und Scholastika und je ein Kurspaar zwischen Pertisau und Scholastika und zwischen Seespitz und Pertisau. Für den regulären Fahrbetrieb werden normalerweise zwei der drei großen Passagierschiffe verwendet, das dritte wird für Event- und Charterfahrten genutzt.
Im Jahr 1982 wurden 182.499 Fahrgäste auf dem Achensee befördert. Im Jahr 2001 waren es 215.999 und im Jahr 2002 etwas mehr als 225.000.

## Schiffe ab 1887

### St. Joseph / St. Josef (1887)

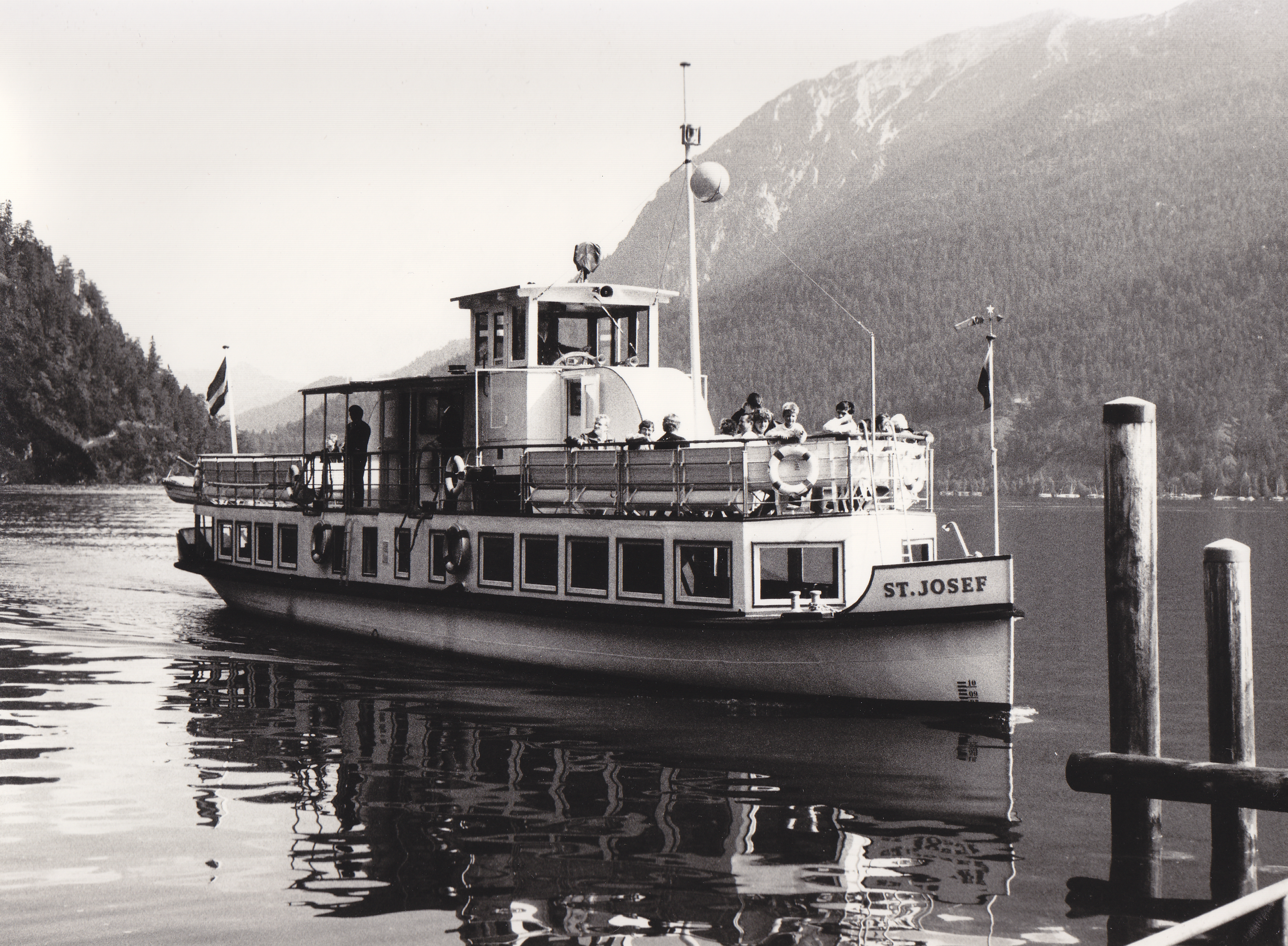
Das Schiff St. Josef im Einsatz auf dem Achensee (1986)

Nach Erwerb der Schifffahrtskonzession bestellte das Kloster Fiecht sein erstes Schiff bei der Schiffswerft der allgemeinen österreichischen Baugesellschaft, vormals I. Mayer, in Linz. Es sollte ein Dampfschiff für 120 Personen werden. Dieser Dampfer konnte nur in zerlegtem Zustand an den Achensee gelangen. Die Einzelteile wurden per Bahn bis zur Bahnstation Jenbach befördert und dann auf Pferdefuhrwerken zum Achensee gebracht und dort zusammengebaut. Am 23. Mai 1887 lief der Schraubendampfer vom Stapel und erhielt den Namen St. Josef. Ab dem 27. Juni desselben Jahres war er im fahrplanmäßigen Linienverkehr in Betrieb, im Herbst 1919 leistete er auch Schleppdienste bei Holztransporten.
Der Dampfer erhielt im Zuge der Flottenmodernisierung ab 1950 einen Dieselmotor und eine neue Außenhaut. Auch die Aufbauten wurden modernisiert.

### St. Benedikt (1889)
Die Zahnradbahn wurde 1889 eröffnet. Kurz darauf wurde ein zweites Dampfschiff angeschafft, das ebenfalls auf der Linzer Schiffswerft gebaut worden war. Die St. Benedikt wurde ebenfalls in Einzelteilen zum Achensee transportiert, wobei die neue Zahnradbahn zum Einsatz kam. Der Stapellauf des Dampfers, der für 200 Passagiere vorgesehen war, fand am 24. April 1889 statt und ab dem 21. Juli 1889 fuhr auch die St. Benedikt im Liniendienst. Seine letzte Fahrt trat das Schiff im Jahr 1958 an. 1959 wurde es abgebrochen. Am Schiffslandeplatz in Pertisau wurden zur Erinnerung seine Schraube und sein Anker aufgestellt. Die St. Benedikt war das letzte Dampfschiff auf dem Achensee.

### St. Georg (1892)
Mit dem dritten Schiff, der St. Georg, hatten die Betreiber wenig Glück. Zur Ergänzung des Schiffsparks hatte das Kloster 1892 ein nur 11 Meter langes Schiff für 20 Personen bei der Firma A. Kroj in Wien-Brigittenau bestellt und im selben Jahr erhalten. Allerdings mussten sie schnell feststellen, dass der Petroleummotor, mit dem das Schiff geliefert wurde, mit seinen sechs PS zu schwach war. Das Schiff erhielt also bereits 1894 einen neuen Motor, diesmal mit zehn PS und dampfgetrieben. Allerdings führte die Umrüstung zum Dampfschiff zu weiteren Problemen: Die schwere Dampfmaschine beeinträchtigte die Stabilität der St. Georg und die zuständige Behörde verweigerte die Zulassung als Personenschiff. Deshalb schlug die Firma Kroj eine erneute Umrüstung auf Ölfeuerung vor. Hätte die St. Georg diesen Antrieb erhalten, wäre sie eines der ersten Schiffe mit Ölfeuerung in Europa geworden. Aber das Kloster Fiecht lehnte diesen Vorschlag ab. Die St. Georg erhielt schließlich 1896 eine Zulassung als Schleppschiff und zog mit Holz beladene Plätten über den See. Im Winter 1897/98 sank das Schiff, das damals am Anlegesteg beim Fürstenhaus lag, weil zu viel Schnee auf sein Kajütendach gefallen war und dieses einseitig belastet hatte. Vom 22. Februar 1898 bis zum 2. März desselben Jahres lag die St. Georg in vier Metern Tiefe auf dem Grund des Sees, dann wurde sie gehoben und wieder einsatzfähig gemacht. Sie war noch bis 1917 im Einsatz. Dann wurde die Maschine ausgebaut und das Schiff im Achensee versenkt.

### Stella maris / Stadt Innsbruck (1911)

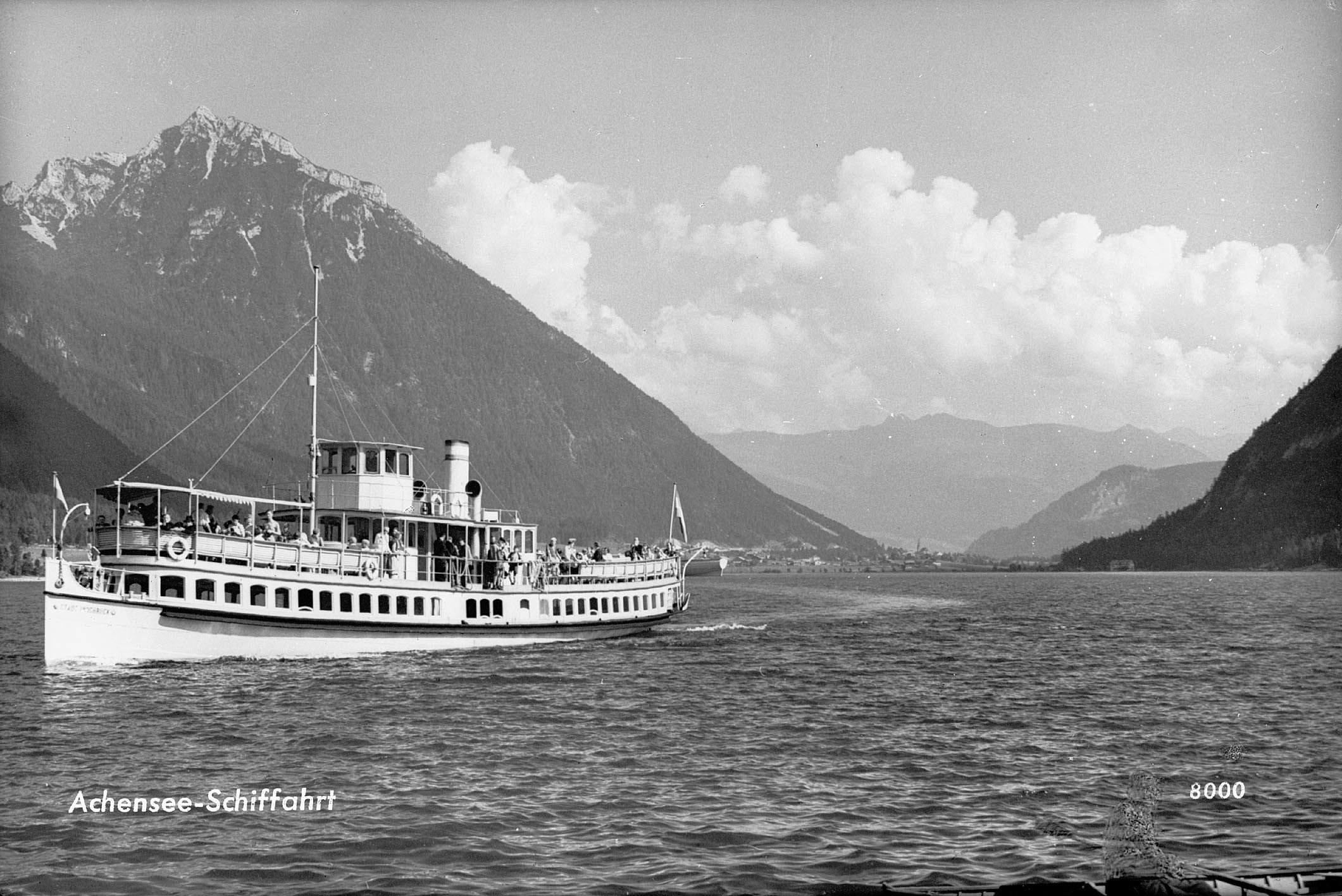
Die Stadt Innsbruck in den 1960er Jahren

Das nächste Schiff wurde wieder in Linz bestellt. Die dortige Schiffswerft war mittlerweile ein Teil des Schiffsbauunternehmens Stabilimento Tecnico Triestino geworden und lieferte das Motorschiff wiederum in zerlegtem Zustand an den Achensee. Bei Buchau wurden die Teile der Stella maris zusammengesetzt, da beim Prälatenhaus des Klosters Fiecht das einzige Kraftwerk am Achensee vorhanden war und somit elektrischer Strom zur Verfügung stand. Sie sollte am 12. Oktober 1911 vom Stapel laufen, was aber wegen eines gerissenen Bremsseils und eines entgleisten Slipwagens nicht möglich war. Am 19. Oktober 1911 erfolgte dann der Stapellauf, am 27. Juli 1912 nahm das Schiff den Betrieb im Liniendienst auf. Die Stella maris, für 400 Personen zugelassen, war wohl eines der ersten funktionstüchtigen größeren Schiffe mit Dieselmotor in Europa.
Das Schiff war 37 Meter lang und 5,30 Meter breit. Es hatte einen Tiefgang von 0,8 Metern und die Baunummer 505 der Werft. Seine Maschine hatte 180 PS.
1919 kaufte die Stadt Innsbruck dem Kloster Fiecht diverse Liegenschaften ab: den Fürstenhof, den Seehof, den Achensee und die Wasserrechte. Daher wurde die Stella maris in Stadt Innsbruck umgetauft. Weil nach dem Ersten Weltkrieg der Treibstoff knapp war, wurden die Stadt Innsbruck und die St. Joseph abwechselnd im Liniendienst eingesetzt.
Am 20. Mai 1921, einem Pfingstsonntag, rammte die Stadt Innsbruck beim Anlegen die Landungsbrücke Seespitz und brachte sie zum Einsturz, wobei viele wartende Fahrgäste in den See fielen und acht ertranken.
Als ab 1950 die Flotte modernisiert wurde, erhielt die Stadt Innsbruck einen Dieselmotor und wurde dadurch bis zu 15kn schnell.
1986 wurde sie erneut überholt und zum Teil mit einer neuen Außenhaut versehen. Dennoch wurde das Schiff im Jahr 1994 außer Dienst gestellt und 1998 an den Besitzer des Hotels Almhof in Ried im Zillertal verkauft. Dieser wollte das Schiff als schwimmendes Restaurant vor Pertisau einsetzen, doch wurden diese Pläne nie umgesetzt. Das Schiff wurde daher an Land gezogen und auf einer Wiese hinter dem Motor-Centrum Maurach abgestellt. Nachdem sich kein Käufer für das historische Wasserfahrzeug gefunden hatte und bereits zahlreiche Teile von Unbekannten demontiert worden waren, wurde es im Jahr 2003 abgebrochen. Sein nach wie vor funktionstüchtiger Motor sowie das Heck wurden in die Achensee-Museumswelt in Maurach überführt.

### Tirol (1925)
Nachdem 1924 die Besitzrechte am Achensee für 60 Jahre an die Tiroler Wasserkraft übertragen worden waren, kaufte diese im Jahr 1925 bei der Wiener Donauwerft Münch und Fürst ein Motorboot, das für 25 Personen zugelassen war und den Namen Tirol erhielt. Es versah außerhalb der Hochsaison den Liniendienst und wurde sonst für Dienst- und Extrafahrten sowie zum Schleppen von Plätten verwendet. Nachdem die Tirol nicht mehr als Passagierschiff benutzt wurde, wurde sie noch einige Jahre unter dem Namen E2 als Betriebsfahrzeug und Schleppboot verwendet. 1976 wurde der Motor ausgebaut und das Schiff im Achensee versenkt.

### Nixe (1929)
Das Dienst- und Aufsichtsboot Nixe wurde 1938 gebraucht gekauft. Es stammte vom Stausee Pernitz in der Steiermark und war 1929 bei Ratz in St. Gilgen aus Holz gebaut worden. Das Fahrzeug konnte acht Personen tragen. Die Nixe war das einzige Schiff der Achenseeschifffahrt, das nach dem Zweiten Weltkrieg der französischen Besatzungsmacht zur Verfügung gestellt werden musste. 1968 wurde die Nixe abgebrochen.

### St. Benedikt (1959)

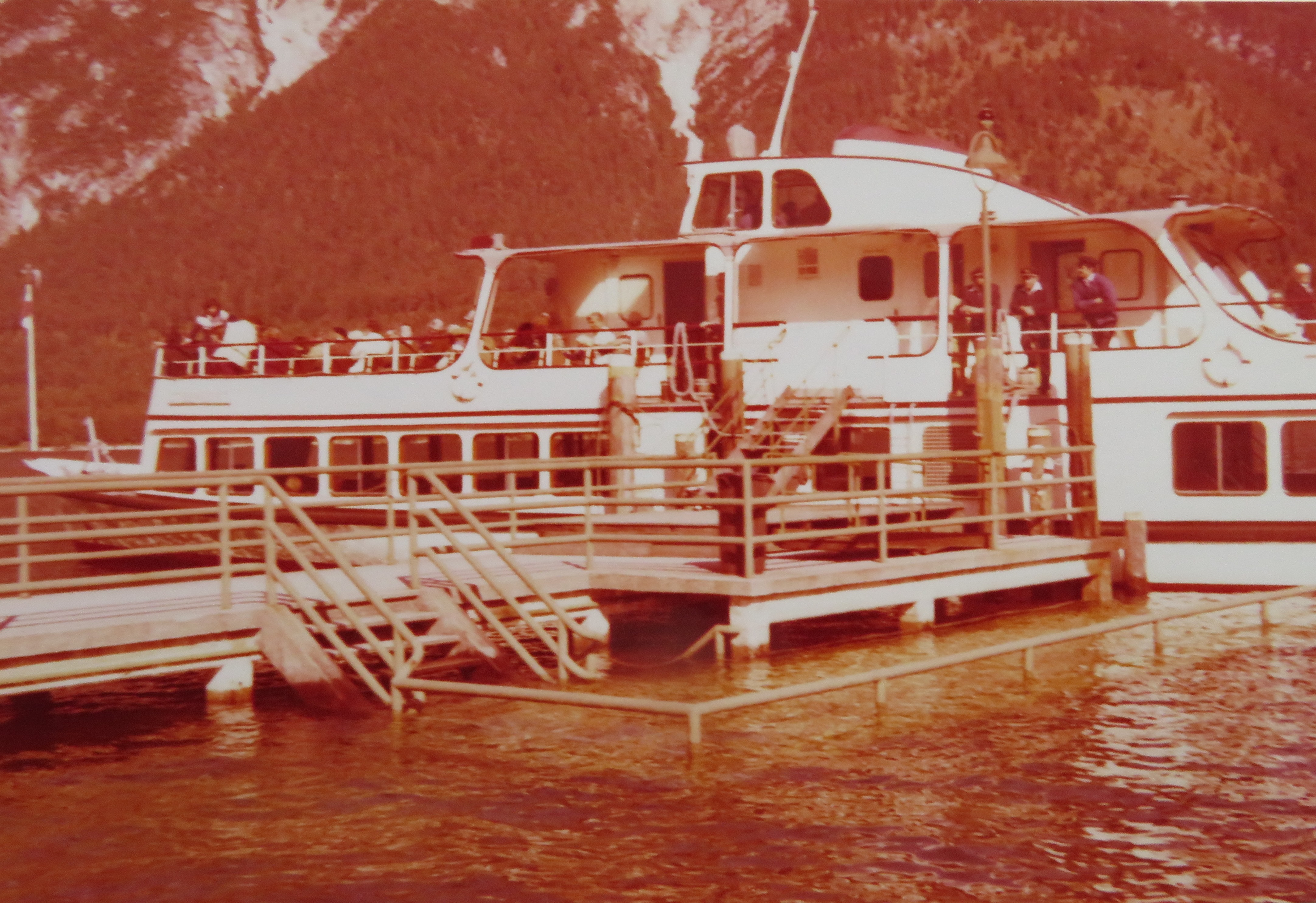
Die zweite St. Benedikt

Der alte Dampfer St. Benedikt wurde 1959 durch ein in Linz gebautes Motorschiff ersetzt, das im Juni vom Stapel lief und ab Juli im Liniendienst unterwegs war. Diese neue St. Benedikt konnte 300 Personen befördern. Bis zum Winter 1969/70 hatte sie ein Beiboot auf dem Heck; danach wurde dieses entfernt und 36 weitere Sitzplätze wurden stattdessen eingebaut.
Die St. Benedikt erhielt für den Schiffsbetrieb 2017 keine Zulassung mehr, da sie der neuen Schiffstechnikverordnung nicht entsprach und nicht barrierefrei ausgerüstet war. Sie sollte zunächst verschrottet werden, blieb aber dann doch noch am Steg in der Scholastika liegen. Die TIWAG verkaufte das Schiff dann zum symbolischen Preis von einem Euro an die Gemeinde Eben. Am 2. November 2017 fuhr die St. Benedikt nach Seespitz, wo sie aus dem Wasser gehoben wurde. Danach wurde sie auf dem Landweg ins Freizeitzentrum Atoll in Buchau gebracht. Dort sollte sie ab dem 2. Mai 2018 als Spielschiff genutzt werden.

### E2 (1957?)
Der Name E2 wurde wie andere Schiffsnamen bei der Achenseeschifffahrt ebenfalls mehrfach vergeben. Für Dienst- und Schleppfahrten und als Ersatz für die erste E2 (ex Tirol) wurde ein gebrauchtes Boot angeschafft, das diesen Namen erhielt. Es stammte von der Werft Korneuburg und war für die Ennskraftwerke als Arbeitsboot beschafft worden. Bei den Ennskraftwerken hatte dieses Boot keinen Namen, sondern nur eine Nummer getragen.

### Apollo (1968?)
Um die Nixe zu ersetzen, wurde in der Schweiz das Aufsichtsmotorboot Apollo gekauft. Dieses Boot war für sechs Personen zugelassen. Es stammte aus der Guggiswerft in Arch. Baudaten und eventuelle Vorbesitzer konnten bislang nicht ermittelt werden.

### Tirol (1971)
Bei der Achenseeschifffahrt werden zwei Wasserfahrzeuge mit dem Namen Tirol genutzt. Das ältere ist ein Motorboot, das 1963 bei der Firma International Ship Design in Haarlem entworfen, aber offenbar erst 1971 bei Molenaar gebaut wurde und als typisches Grachtenboot gilt. Das Schanzkleid wurde 1977 durch eine Reling ersetzt. Die Tirol fährt nicht im Liniendienst, sondern wird als Aussichtsboot für Sonder- und Gruppenfahrten genutzt. Das Boot ist 13,4 Meter lang und 3,2 Meter breit und hat einen Tiefgang von 0,98 Metern. Der Motor mit 120 PS stammt von Ford. Die Tirol ist für 40 Personen zugelassen. Ein gleichartiges Boot ist seit 1967 auf dem Silvrettasee im Einsatz. Die Tirol war vom September 1998 bis zum Winter 1999/2000 nach Kufstein verlegt, wo sie bei der Innschifffahrt genutzt wurde, und kehrte dann auf den Achensee zurück.

### MS Tirol (1995)

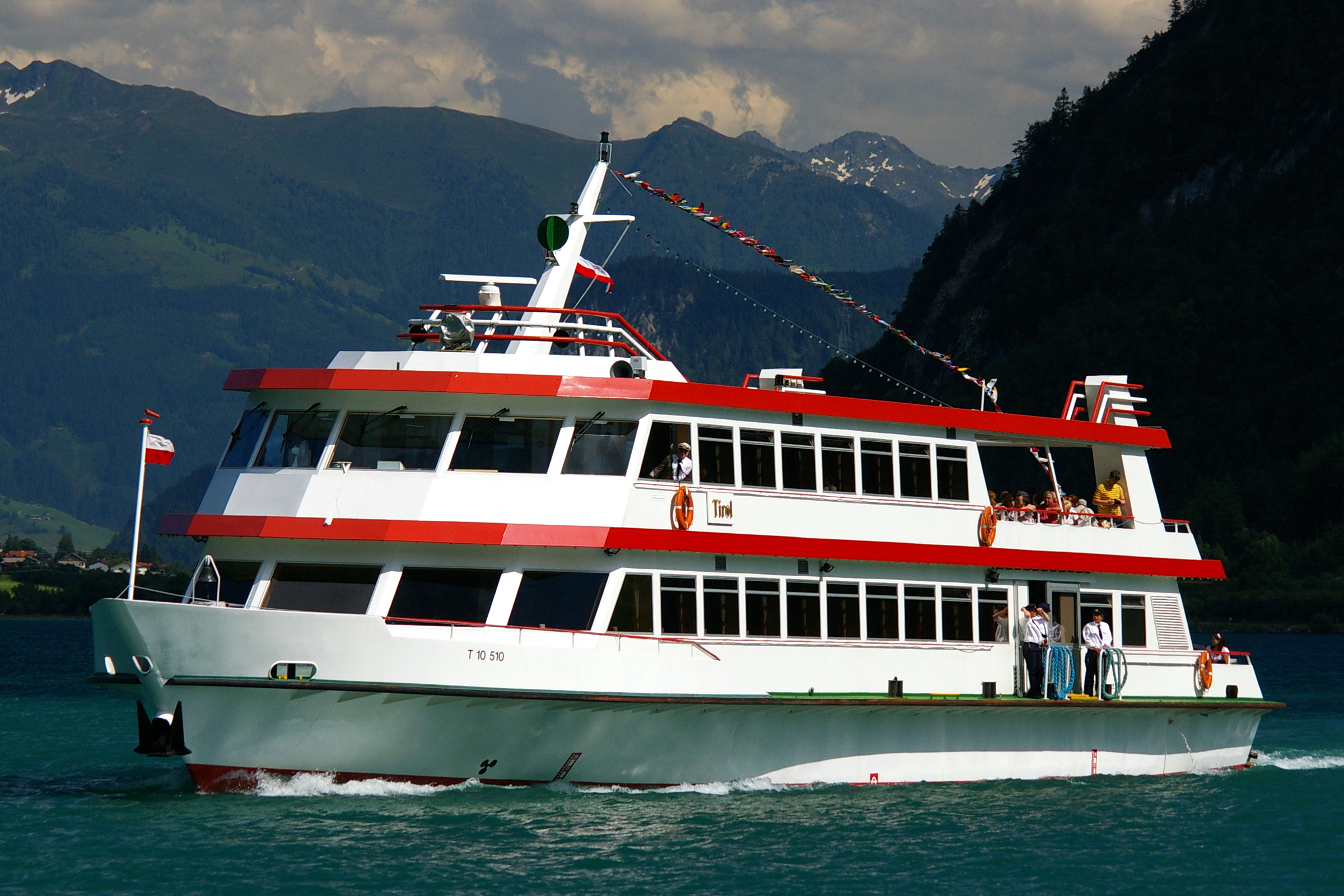
Die Tirol im Jahr 2014

Die 1994 auf der ÖSWAG in Linz gebaute Tirol wurde 1995 in Dienst gestellt und sollte die alte Stadt Innsbruck ersetzen. Sie ist 46,7 Meter lang und 9,7 Meter breit und hat einen Tiefgang von 1,45 Metern. Das Schiff ist für die Beförderung von 600 Personen zugelassen, von denen sich 300 im Innenbereich aufhalten können. Angetrieben von zwei Scania-Dieselmotoren mit je 400 PS erreicht die Tirol eine Geschwindigkeit von etwa 13kn.
Das Schiff erhielt in den Jahren 2012/13 neue Motoren und wurde im Winter und Frühjahr 2014/15 oder 2015/16 renoviert. Es verfügt über Bordgastronomie, Panoramafenster und eine behindertengerechte Ausstattung. Die Haupttreppe ins Oberdeck wurde von Manfred Hörl gestaltet. Der Bildhauer und Maler Christian Mayr aus Mutters trug ebenfalls zur Gestaltung des Schiffes bei.

### Stadt Innsbruck (2007)

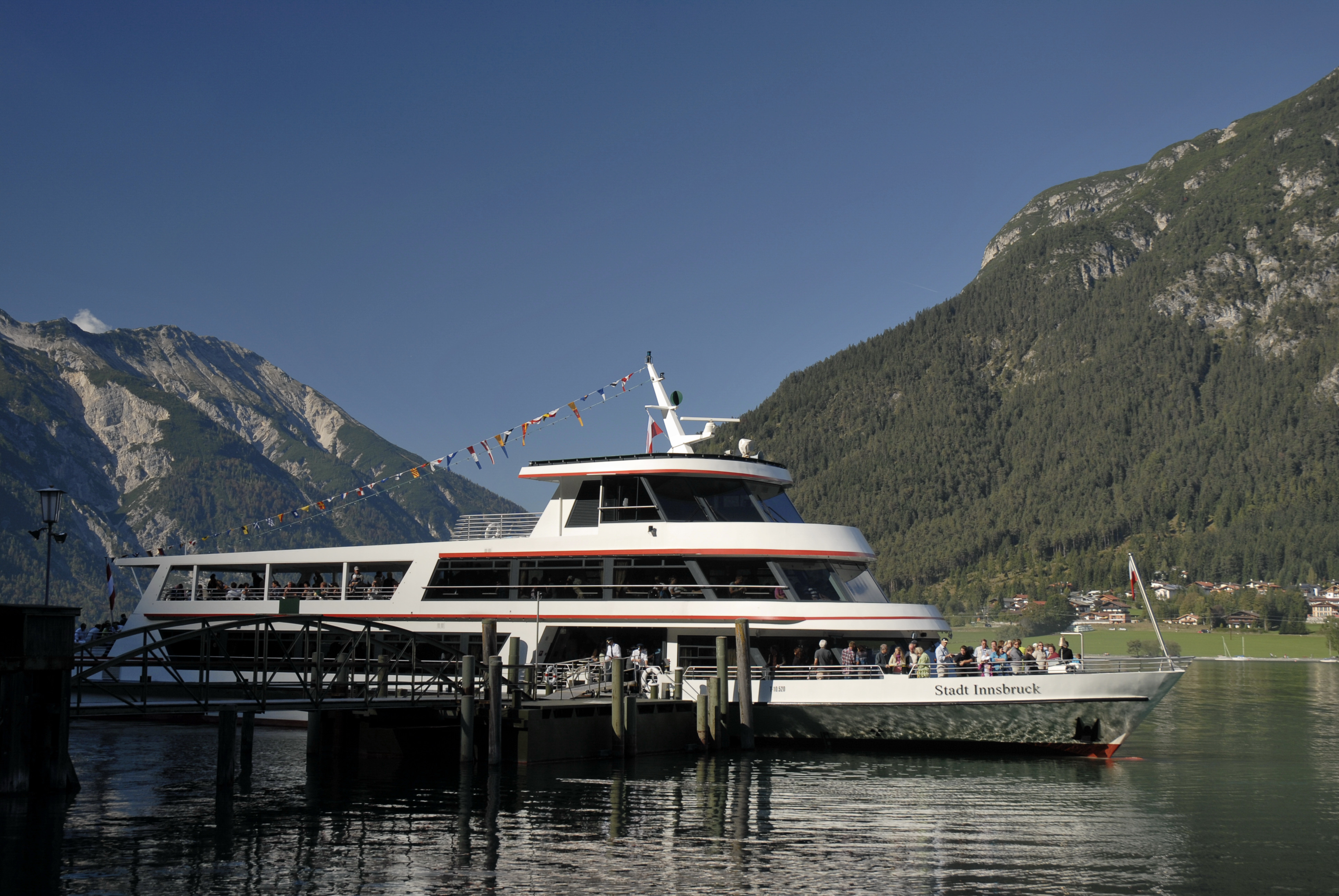
Die Stadt Innsbruck im Jahr 2011 an der Anlegestelle Seespitz

Am 11. August 2007 wurde die neue Stadt Innsbruck in Dienst gestellt. Sie stammt ebenfalls von der ÖSWAG-Werft in Linz. Seit 2012 wird die Stadt Innsbruck auch als sogenanntes „Weihnachtsschiff“ genutzt: Die Seeweihnacht am Achensee mit dem einzigen schwimmenden Christkindlmarkt Österreichs wird auf diesem Schiff gefeiert. Es ist 45,6 Meter lang und bei einem Tiefgang von 1,45 Metern 9,2 Meter breit und für die Beförderung von 470 Personen zugelassen. Von diesen können 220 sich in geschlossenen Räumen aufhalten. Zwei Scania-Dieselmotoren mit je 402 PS ermöglichen eine Geschwindigkeit von etwa 24 km/h. Das Schiff verfügt unter anderem über einen Treppenlift.
Das Schiff, das schon wenige Tage nach seiner Jungfernfahrt einen Defekt an der Steuerung gehabt hatte, weswegen es nördlich der Anlegestelle Seehof auf Grund gelaufen war, lief im Jahr 2010 bei Seespitz nördlich der dortigen Anlegestelle erneut auf Grund, nachdem es aus unbekanntem Grund manövrierunfähig geworden war. Die meisten Passagiere konnten die Stadt Innsbruck über Bordleitern verlassen, einige wurden von der Feuerwehr an Land gebracht.

### Achensee (2016)
Die Taufe und Indienststellung der Achensee fand am 23. Juli 2016 statt. Das Schiff mit einer Transportkapazität von 500 Personen und behindertengerechter Ausstattung wird vor allem für Events genutzt. Gebaut wurde die Achensee in den Jahren 2015/16 auf der ÖSWAG-Werft in Linz. Sie ist 46,8 Meter lang und 10,1 Meter breit und hat einen Tiefgang von 1,4 Metern. In den geschlossenen Räumen dürfen sich 250 der 500 zugelassenen Passagiere aufhalten. Zwei Scania-Dieselmotoren mit je 400 PS sorgen für eine Geschwindigkeit von etwa 25 km/h.